# Rio Călineasa (Someşul Cald)
O Rio Călineasa é um rio da Romênia, afluente do Bătrâna, localizado no distrito de Cluj.